# Glenicia James
Glenicia James (sinh ngày 16 tháng 6 năm 1974) là một cựu vận động viên cricket Saint Lucian đại diện cho Tây Ấn.
Một tay đập hàng đầu thuận tay phải, Watts đã chơi trong năm trận đấu Quốc tế Một ngày của phụ nữ. Cô đã chơi tất cả các trận đấu của mình với Sri Lanka trong chuyến du đấu tháng 3 năm 2003.